# Мощана (зупинний пункт)
Мощана — пасажирський залізничний зупинний пункт Львівської дирекції Львівської залізниці на одноколійній неелектрифікованій лінії Львів — Рава-Руська між зупинним пунктом Лавриків (2 км) та станцією Липник (2 км). Розташований в однойменному селі Львівського району Львівської області.

## Пасажирське сполучення
На зупинному пункті Мощана зупиняються приміські поїзди:
| Рух приміських поїздів по зупинному пункту Мощана |                     |                          |
| №                                                 | Маршрут сполучення  | Періодичність курсування |
| 6001/6002                                         | Рава-Руська — Львів | Щоденно                  |
| 6002/6001                                         | Львів — Рава-Руська | Щоденно                  |